# Valérie
Valérie (Originaltitel Valérie ou lettres de Gustave de Linar à Ernest) ist ein Briefroman von Juliane von Krüdener, erschienen im Dezember 1803 in Paris. Der Roman in der Nachfolge von Goethes Werther bekam überschwängliche Rezensionen; so stellte Bernardin de Saint-Pierre das Buch in die Nähe der Werke von Young und Sterne.

## Wirkungsgeschichte
Zeitgenössisch erzielte von Krüdener damit einen bemerkenswerten Erfolg: In kürzester Zeit waren in Paris fast 3000 Exemplare verkauft. In Wien war die Nachfrage so groß, dass für die wenig vorhandenen Exemplare außergewöhnlich hohe Preise bezahlt wurden. Auch die zweite Auflage vom Januar 1804 war in Paris sofort ausverkauft, weshalb es in Hamburg einen Nachdruck gab, von dem allein in Berlin in der Buchhandlung Metra in den ersten Tagen an jedem Morgen über 100 Exemplare über den Ladentisch gingen. Dies hing offenbar auch mit den ungewöhnlichen Marketing-Strategien der Autorin zusammen. So berichtet der Genfer Historiker Charles Eynard in seiner Krüdener-Biographie von 1849, dass sie inkognito in Geschäften nach Schals, Hüten und Girlanden à la Valérie gefragt und alle, die noch nichts von Valérie wussten, auf ihr Werk hingewiesen habe, um die Nachfrage nach dem Roman zu steigern.
Damit gelang ihr – wenn auch wohl nur für kürzere Zeit – eine Valérie-Mode, eine Valérie-Euphorie anzufachen. „Die Mütter nannten ihre Kinder Gustav, die Frauen sogar in den Krämerläden lasen Valérie mit nassen Augen; ich wurde mit Briefen, Versen und lieben, rührenden Schreiben bestürmt. Die Modehändlerinnen machten Hüte, Guirlanden und Shawls à la Valérie, die Porzellan-Fabrikanten reiche Tassen und Teller mit Sujets, die Artisten komponierten Romanzen“, weiß Jean Paul zu berichten.
Der Roman fand international Anklang. 1804 erschienen in Deutschland gleich zwei Übersetzungen, die eine in Hamburg von dem Feldprediger und Schriftsteller August Heinrich Müller, die andere in Leipzig. Ebenfalls 1804 wurde in Amsterdam eine niederländische Ausgabe gedruckt und 1807 eine russische in Moskau. Ein Jahr später kam in London eine englische unter dem Titel The Sorrows of Gustavus, or the History of a Young Swede in Anspielung auf Goethes Werther heraus.
In Leipzig gab der Verleger Johann Conrad Hinrichs den Roman in einer Übersetzung, die sich sehr eng an das französische Original anlehnt, mit dem Untertitel Ein Gegenstück zur Delphine in zwei Bänden heraus. Noch im gleichen Jahr lässt er eine neue vermehrte Auflage folgen, die ebenfalls noch 1804 in der Bibliothek für die gebildete Lesewelt erschien. Hinrichs Neuauflage entspricht der französischen dritten Auflage, bei der es sich um eine erweiterte Fassung des Romans handelt.
Schon 1803 bemühte sich Juliane von Krüdener von Paris aus um die Vorbereitung einer deutschen Ausgabe. Sie konnte Dorothea Schlegel und Helmina von Chézy als Übersetzerinnen gewinnen. In der letzten Lieferung der Französischen Miscellen von 1803 stellte von Chézy den Roman dem deutschen Publikum vor und kündigte eine schon im Manuskript fertiggestellte, deutsche Übersetzung an. Als Kostprobe sind ein Teil des 21. Briefes, in dem Gustav seinem Freund Ernst die Inselrepublik Venedig beschreibt, sowie Auszüge aus dem Tagebuch der Mutter wiedergegeben.
Nach von Chézys eigenen Angaben ist diese Übersetzung jedoch nie erschienen. Während Schlegel den ersten Teil des Romans „mit aller ihrer Treue, Gediegenheit und Klarheit“, bearbeitete, habe sie den zweiten „mit großer Innigkeit, aber strafbarer Willkür“ übersetzt, was die Baronin von Krüdener, die sie oft besuchen kam, nicht durchgehen ließ. Tatsächlich sind die von Chézy publizierten Auszüge aus dem ersten und zweiten Teil des Romans nicht identisch mit der Leipziger Ausgabe, deren Übersetzung aber immer noch Dorothea Schlegel und Helmina von Chézy zugeschrieben wird.
Eine Neuausgabe folgte 2006.

## Weblink
- Über den Roman Valérie auf der Seite des Carlesso Verlages